# Chaetonotus italicus
Chaetonotus italicus är en djurart som tillhör fylumet bukhårsdjur, och som beskrevs av Francesco Balsamo och Toadro 1993. Chaetonotus italicus ingår i släktet Chaetonotus och familjen Chaetonotidae. Inga underarter finns listade i Catalogue of Life.